# Råsunda Idrottsplats
Råsunda IP était un terrain de sport situé là où se trouvait le Råsundastadion entre 1937 et 2013.
Il est construit en 1910 par le Vikingarnas FK (en) et la Fédération suédoise de football, et est inauguré le 18 septembre 1910. Les plans sont réalisés par le greffier Gahn et l'architecte Per Benson. Le coût total de la construction s'élève à 82 000 couronnes suédoises. Ce terrain de sport a servi de stade pour l'équipe de football de l'AIK lors de certains matchs de football entre 1910 et 1912. Après cela, l'AIK ne joue au Råsunda IP que lorsque son stade habituel depuis 1912, le Stade de Stockholm, est occupé par d'autres événements. Le stade a une capacité d'environ 2 000 spectateurs assis, avec un nombre inconnu de spectateurs debout autour du terrain.
Il est un des sites qui accueille des matchs de football lors des Jeux olympiques de 1912.
Vers 1932, lorsque l'AIK remplit le Stade de Stockholm à pleine capacité, l'idée d'un nouveau stade de football commence à germer. En 1937, le Råsundastadion est inauguré, sur l'emplacement de l'ancien Råsunda IP.

## Le Råsunda IP actuel
Il existe aujourd'hui une installation dans le quartier de Råsunda à Solna appelée Råsunda IP. Le nouveau terrain de sport comprend un terrain de football à onze (105x65 mètres) ou deux terrains de football à sept. Il y a des éclairages et quatre vestiaires. Råsunda IP est principalement utilisé pour des matchs de jeunes et des entraînements. Les équipes qui l’utilisent incluent, entre autres, les juniors de l'AIK.